# Greg Page
Greg Page est un ancien boxeur américain né le 25 octobre 1958 et mort le 27 avril 2009.

## Carrière

### Carrière amateur
Greg Page démarre la boxe à l'âge de 15 ans. Il devient champion des États-Unis amateur en 1977 et 1978 puis vainqueur des Golden Gloves en 1978 dans la catégorie poids lourds.

### Débuts professionnels
Page passe professionnel en 1979, disputant son premier combat le 16 février. Il enchaine 8 victoires par KO cette même année. Il connait ses premiers tests en 1980, battant notamment George Chaplin par décision majoritaire des juges et Larry Alexander par KO en 6 rounds. Après 13 victoires, il bat Stan Ward pour le titre de champion des États-Unis USBA le 7 février 1981. Titre qu'il défend le 11 avril de la même année en battant Marty Monroe , qui ne répond pas à l'appel du 6e round.
Ces victoires lui permettent de grimper dans les classements et de gagner en visibilité. Il affronte dans un combat sans titre en jeu le challenger mondial Alfredo Evangelista le 12 juin 1981. Au 2e round, Page l'envoie à terre en contrant un crochet du gauche du boxeur espagnol, qui se relève, mais retourne à terre pour le compte quelques secondes plus tard à la suite d'un crochet du droit de Page. Le 22 août, Page défend sa ceinture USBA en accordant une revanche à George Chaplin, qu'il bat par décision partagée des juges. Il conclut l'année 1981 en battant Scott LeDoux par KO technique, en l'ayant envoyé à terre dans les rounds 2, 3 et 4.
Le 2 mai 1982, il défend sa ceinture une 4e fois contre Jimmy Young en le battant par décision unanime des juges. Le 11 juin, dans un combat sans titre en jeu, il affronte Trevor Berbick. Il se casse le pouce droit au 2e round, et connait la première défaite de sa carrière aux points, après 10 rounds. Toujours détenteur de la ceinture USBA, il la défend le 26 novembre contre James Tillis. Envoyé à terre pour la première fois de sa carrière au 2e round, Page envoie à son tour Tillis à terre au 8e round, l'entraineur de Tillis, Angelo Dundee, arrête son boxeur. Il défendra victorieusement sa ceinture une 6e fois en battant Renaldo Snipes par décision unanime.
Désormais challenger no 1 pour la WBC, il aurait dû affronter le détenteur de cette ceinture Larry Holmes mais celui-ci préféra combattre Marvis Frazier, le fils de Joe Frazier, dans un combat sans titre en jeu.

### Greg Page contre Tim Witherspoon
La ceinture de champion du monde WBC laissée vacante par Larry Holmes, Greg Page rencontre Tim Witherspoon, classé no 2, pour le gain de cette ceinture le 9 mars 1984. Après 12 reprises, Witherspoon est déclaré vainqueur par décision majoritaire. S'estimant volé par les juges, Page perd de plus sa ceinture USBA lors de son combat suivant en étant battu par décision unanime des juges par David Bey.

### Champion du monde WBA
Il obtient néanmoins une chance pour la ceinture de champion du monde poids lourds WBA le 1er décembre 1984 contre le sud-africain Gerrie Coetzee. Page envoie Coetzee à terre au 7e round, mais ce dernier se relève. La 8e reprise verra une victoire controversée de Page : En effet, une erreur de chronométrage verra le round durer près de 4 minutes au lieu de 3, Page mettant KO son adversaire à la fin de cette reprise. La WBA valide néanmoins sa victoire, Page devient champion du monde.
Il perd néanmoins son titre aux points dès le combat suivant face à Tony Tubbs (un boxeur que Page affronta 7 fois, gagnant 6 fois, dans sa carrière amateur) le 29 avril 1985.

### Suite de son titre
Le 17 janvier 1986, Page est battu aux points par James Buster Douglas après 10 rounds, après avoir été envoyé à terre au 6e round. Il est également battu par Mark Wills, un boxeur comptant seulement 5 victoires et 5 défaites. Envoyé à terre au premier et au neuvième round, il ne répond pas à l'appel du dernier round. Il bat néanmoins Jerry Halstead le 22 novembre par KO au 8e round, et James Broad par décision majoritaire des juges. Mais il est battu pour la 6e fois de sa carrière par Joe Bugner le 24 juillet 1987.

### Premier retour
N'ayant pas combattu en 1988, il fait son retour sur le ring le 24 mars 1989. Ayant retrouvé un poids de forme, il monte sur le ring à 99 kilos contre Orlin Norris en avril, soit le poids le plus bas de sa carrière, pour le titre nord-américain NABF, mais il est battu aux points.
Sparring-partner régulier du champion du monde Mike Tyson, en janvier 1990, lorsque celui-ci préparait son combat contre James Douglas à Tokyo au Japon, Page mit à terre Tyson sur une courte droite au menton au cours d'un entrainement, quelques semaines avant le combat. Avant la défaite surprise de Tyson contre Douglas, Don King, qui était à l'époque le promoteur à la fois de Mike Tyson et de Greg Page confirma des informations de la presse ouest-allemande selon lesquelles il envisagea d'organiser au stade de Berlin en Allemagne en septembre 1990, au moment où ce pays était sur la voie de la réunification, un championnat du monde unifié des poids lourds entre les deux boxeurs, un combat qui s'il avait eu lieu aurait pu être baptisé Freedom Fight.
Greg Page remporte plusieurs victoires au début des années 90, sa principale victoire sera face contre l'ancien champion du monde James Smith en 1992, mais il connait aussi plusieurs défaites, battu une nouvelle fois par Mark Willis, mais aussi par Donovan Ruddock, Francesco Damiani et Bruce Seldon le 6 août 1993.

### Deuxième retour
Le 16 mai 1996, à 38 ans, Page fait un nouveau retour. Jusqu'à la fin 1997, il enchaine 14 victoires contre des inconnus. Il fait match nul contre Jerry Ballard le 31 janvier 1998, et connait plusieurs nouvelles défaites, mais, quinze ans après leur première rencontre, prend sa revanche en battant Tim Witherspoon le 18 juin 1999 dans le cadre d'une soirée réservée aux vétérans de la boxe.
Le 9 mars 2001, Greg Page monte sur le ring contre Dale Crowe. Dans les derniers instants du 10e et dernier round, Crowe met Page KO debout d'un direct du gauche puis en le poussant violemment dans les cordes. Le corps de Page tombant droit sur la corde la plus basse et la tête en porte à faux sur la seconde. Page souffrant de dommages au cerveau, tombe dans le coma. Il n'y avait pas d'ambulance ou d'oxygène à disposition, en violation d'une règle de la boxe depuis 1996. Les séquelles du combat laisseront Page paralysé du côté gauche, mettant un terme à sa carrière sur un bilan de 58 victoires, 17 défaites et 1 match nul.

### Mort
Se déplaçant en fauteuil roulant dans les dernières années de sa vie, étant incapable de respirer seul en position allongée, Page meurt le 27 avril 2009.